# 努纳齐亚福特
努纳齊亞福特（英語：Nunatsiavut）是加拿大紐芬蘭與拉布拉多省的一個因紐特人自治區。該自治區設立於2005年，包括拉布拉多到魁北克省界的部分区域。在因紐特語中，努纳齊亞福特意為我們美麗的土地。
根據2016年人口普查，91.8%的居民為加拿大原住民。其中2,290人為因紐特人。